# Баскаев, Алексей Олегович
Алексей Олегович Баскаев (род. 16 июля 1983 года, Черкесск, Карачаево-Черкесская Республика, РСФСР, СССР) — российский политический и государственный деятель. Мэр Черкесска с 19 июня 2020 года.

## Биография
Алексей Олегович Баскаев родился 16 июля 1983 года в Черкесске, Карачаево-Черкесской Республики. После окончания школы в 2000 году поступил на экономический факультет Карачаево-Черкесской государственной технологической академии. По завершении обучения в 2005 году получил диплом о высшем образовании по специальности "Финансы и кредит", в 2007 году получил диплом о высшем образовании по специальности "Юриспруденция". Свою трудовую деятельность начал в сентябре 2003 года, работал старшим лаборантом кафедры БЖД Карачаево-Черкесской государственной технологической академии.
С февраля 2005 года по ноябрь 2012 года работал на разных должностях в ОАО РАПП «Кавказ-мясо». С ноября 2012 по март 2013 года был помощником первого заместителя председателя правительства КЧР. После был назначен на должность помощника главы республики – руководителя секретариата главы региона. В июне 2018 года стал первым заместителем руководителя мэрии Черкесска.

## Личная жизнь
Баскаев женат. Вместе с женой они воспитывают дочь.